# Пермісі
Пермі́сі (рос. Пермиси, ерз. Пермезь веле) — село у складі Беликоберезниківського району Мордовії, Росія. Адміністративний центр Перміського сільського поселення.

## Населення
Населення — 393 особи (2010; 518 у 2002).
Національний склад (станом на 2002 рік):
- ерзяни — 94 %